# Jena Malone
Jena Malone (ur. 21 listopada 1984) – amerykańska aktorka filmowa i telewizyjna.
Zadebiutowała w filmie Bękart z Karoliny w 1996 roku w wieku 12 lat. Kolejne filmy, podobnie jak debiut, były produkcjami telewizyjnymi. Aktorka została dostrzeżona w 1997 roku, otrzymując pozytywne recenzje za role w filmach Nadzieja oraz Kontakt, za którego dostała Saturna w kategorii najlepszy młody aktor.

## Filmografia
- Bękart z Karoliny (Bastard Out of Carolina, 1996) jako Bone
- Pod wiatr (1996) jako Willa
- Ellen Foster (1997) jako Ellen Foster
- Nadzieja (Hope, 1997) jako Lilly Kate Burns
- Kontakt (Contact, 1997) jako młoda Ellie
- Mamuśka (Stepmom, 1998) jako Anna
- Księga gwiazd (The Book of stars, 1999) jako Mary McGuire
- Gra o miłość (For Love of the Game, 1999) jako Heather
- Nieuczciwi (Cheaters, 2000) jako Jolie Fitch
- The Ballad of Lucy Whipple (2001) jako California Morning 'Lucy' Whipple
- Donnie Darko (2001) jako Gretchen Ross
- Życie jak dom (Life as a House, 2001) jako Alyssa
- Odznaka (The Badge, 2002) jako Ashley Hardwick
- American Girl (2002) jako Rena Grubb
- Ministranci (The Dangerous Lives of Altar Boys, 2002) jako Margie Flynn
- Wzgórze nadziei (Cold Mountain, 2003) jako dziewczyna z promu
- Odmienne stany moralności (The United States of Leland, 2003) jako Becky Pollard
- Hitler: Narodziny zła (Hitler: The Rise of Evil, 2003) jako Geli Raubal
- Corn (2004) jako Emily Rasmussen
- Ruchomy zamek Hauru (Hauru no ugoku shiro, 2004) jako Lettie (głos)
- Wszyscy święci! (Saved!, 2004) jako Mary Cummings
- Ballada o Jacku i Rose (The Ballad of Jack and Rose, 2005) jako Red Berry
- Duma i uprzedzenie (Pride & Prejudice, 2005) jako Lydia Bennet
- Lying (2006) jako Grace
- The Go-Getter (2007) jako Joely
- Wszystko za życie (2007) jako Carine McCandless
- Cztery ostatnie pieśni (Four Last Songs, 2007) jako Frankie
- Ruiny (The Ruins, 2008) jako Amy
- W imieniu armii (The Messenger, 2009) jako Kelly
- Sucker Punch (film) (Sucker Punch, 2011) jako Rocket
- Igrzyska śmierci: W pierścieniu ognia (The Hunger Games: Catching Fire, 2013) jako Johanna Mason
- 10 Cent Pistol (2014) jako Danneel
- Igrzyska śmierci: Kosogłos. Część 1 („The Hunger Games: Mockingjay – Part 2”, 2014) jako Johanna Mason (rola cameo)
- Wada ukryta („Inherent Vice”, 2014) jako Hope Harlingen
- Time Out of Mind (2014) jako Maggie
- Memory 2.0 (2014) jako Sophie (film krótkometrażowy)
- Angelica (2015) jako Constance
- Igrzyska śmierci: Kosogłos. Część 2 (2015) jako Johanna Mason
- Batman v Superman: Świt sprawiedliwości (2016)